# Tasovčići
Tasovčići (en serbe cyrillique : Тасовчићи) est une localité de Bosnie-Herzégovine. Elle est située dans la municipalité de Čapljina, dans le canton d'Herzégovine-Neretva et dans la fédération de Bosnie-et-Herzégovine. Selon les premiers résultats du recensement bosnien de 2013, elle compte 2 101 habitants.

## Démographie

### Évolution historique de la population
| 1948 | 1953 | 1961  | 1971  | 1981  | 1991  | 2013  |
| ---- | ---- | ----- | ----- | ----- | ----- | ----- |
| -    | -    | 1 044 | 1 378 | 1 602 | 1 675 | 2 101 |

|  |